# Lukáš Čmelík
Lukáš Čmelík (sinh 13 tháng 4 năm 1996) là một tiền đạo bóng đá Slovakia hiện tại thi đấu cho FC DAC 1904 Dunajská Streda.

## MŠK Žilina
Anh ra mắt cho đội chính MŠK Žilina ngày 17 tháng 11 năm 2012 trong trận đấu ở Corgoň Liga trước MFK Ružomberok, vào sân từ băng ghế dự bị phút thứ 80 thay cho Milan Škriniar, trong thất bại 0-1 sân khách cho đội Žilina.